# Taccocua leschenaultii
Taccocua leschenaultii е вид птица от семейство Cuculidae.

## Разпространение
Видът е разпространен в Бангладеш, Бутан, Индия, Непал, Пакистан и Шри Ланка.